# Phytocoris stitti
Phytocoris stitti är en insektsart som beskrevs av Knight 1961. Phytocoris stitti ingår i släktet Phytocoris och familjen ängsskinnbaggar. Inga underarter finns listade i Catalogue of Life.